# Francisco Xavier Monteiro de França
Francisco Xavier Monteiro de França (15 de junho de 1773 — 16 de junho de 1851) foi um político brasileiro.
Foi presidente da província da Paraíba, de 7 de setembro de 1840 a 4 de maio de 1841.
Filho do capitão José Vicente Monteiro da Franca e de Francisca Xavier da Conceição Teixeira, nasceu na capital da Paraíba.
Advogado provisionado. Capitão-Mor. Deputado às Cortes Portuguesas, pela Paraíba, em 1821 (de 4 de fevereiro a 4 de novembro de 1822) e Deputado à Assembléia Geral pela Paraíba, na 1.ª Legislatura, de 8 de maio de 1826 a 3 de setembro de 1829. Deputado Provincial da Paraíba, na 2.ª Legislatura, de 1838 a 1839 – instalada a primeira sessão legislativa em 24 de junho de 1838. Presidente da Assembleia Legislativa da Paraíba, em 1838.
Sua filha Francisca Monteiro da Franca foi esposa do barão de Maraú, José Teixeira de Vasconcelos.